# アニメ絵

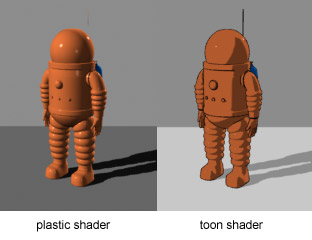
右がアニメ絵のグラデーション表現(トゥーンレンダリング)

アニメ絵的な着色の瞳

アニメ絵（アニメえ）とは、イラストにおける着色表現方法の一つ。アニメ塗り（アニメぬり）とも呼ばれる。
「アニメ絵」の言葉の由来は、アニメにおけるセル画の着色方法である。輪郭や境界線をはっきり線で描き、色や影のグラデーションを単純化させ段階的に表現するというものである。このような塗り方は、多数の動画担当のスタッフで数千枚、数万枚のセル画を描いているアニメにおいて、絵の陰影の付き方を統一させて違和感がないように見せるため採用されたものと思われる。ただし最近はほとんどのアニメがセル画ではなくコンピュータグラフィックスによって製作されているため、このような従前のアニメ絵を用いず、原作漫画などの雰囲気に近い絵柄で映像化されている作品も、一部存在する。
3Dモデルのシェーディングでこのような陰影の付け方を再現する技術をトゥーンレンダリング、トゥーンシェーディングなどと呼ぶ。見た目とは裏腹に複雑な処理が必要であり、いまだ発展途上の技術である。
また、写真や絵をシルクスクリーン印刷など、少ない色数で再現しなければならないときは色の変化の度合いを単純化させ、アニメ絵のような独特の絵柄にすることがある。